# Musée archéologique d'Odessa
Le musée d'archéologie d'Odessa (en ukrainien : Одеський археологічний музей) d'Odessa se situe au 4 de la rue Lanzheronovskaya.

## Historique
Fondé en 1825 par Ivan Blaramberg et le soutien de la Société impériale d'Histoire et d'antiquités en exécutant en même temps des fouilles au sud de l'Empire russe.
Depuis 1997 il est aussi l'artisan de fouilles au nord de la Mer noire.

## Images

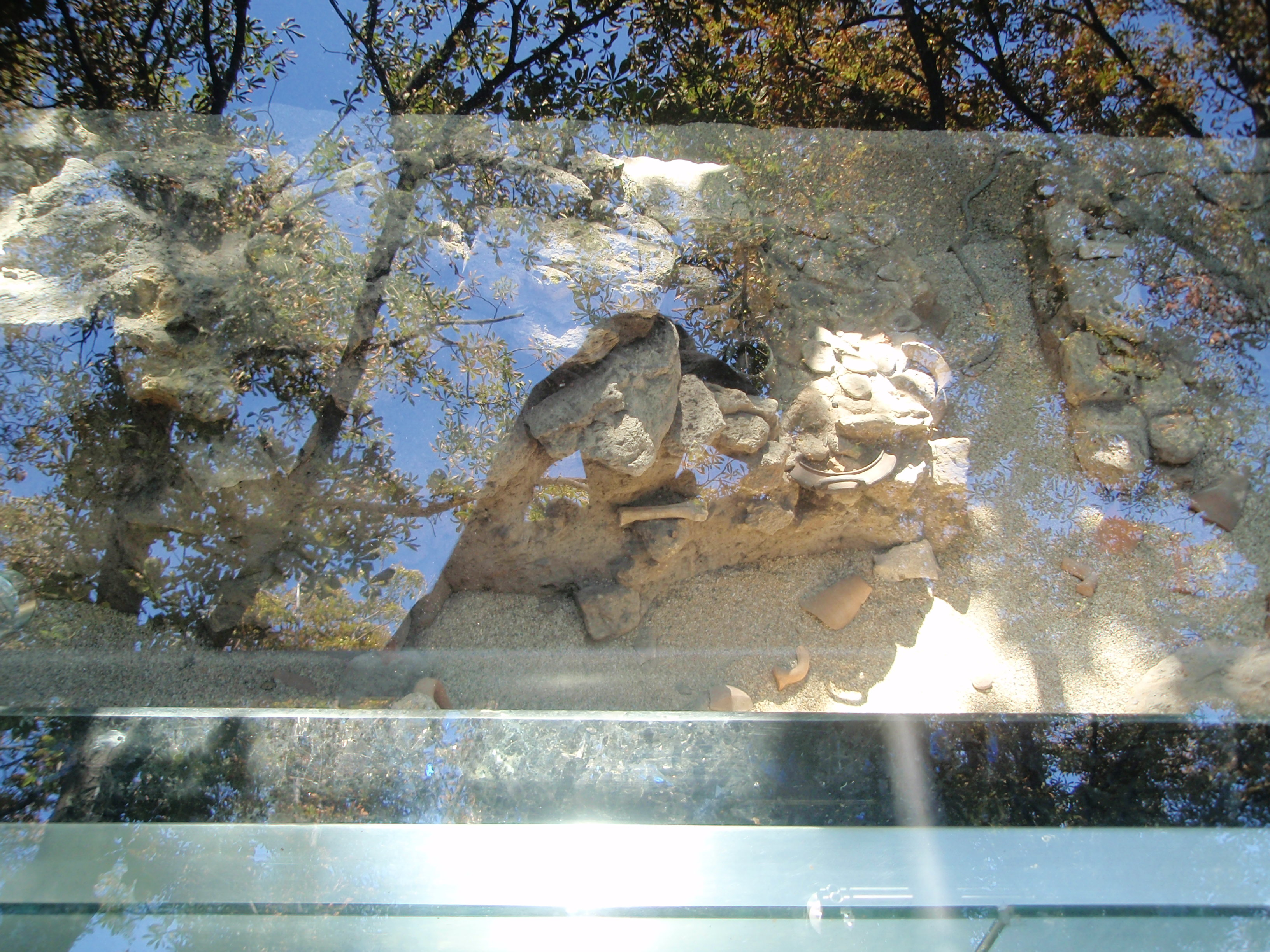
Vestiges d'installations grecques
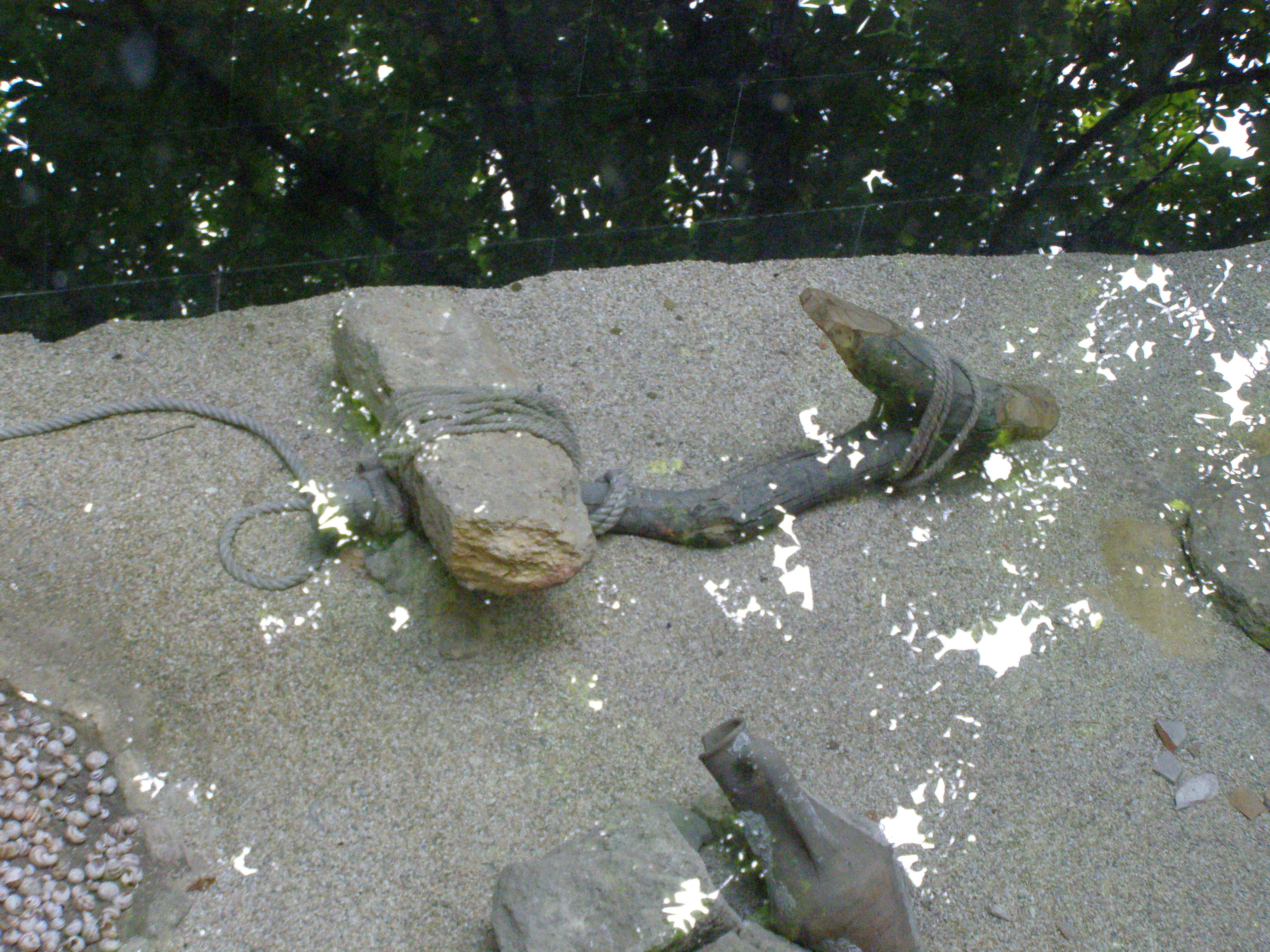
et préhistoriques à Odessa.
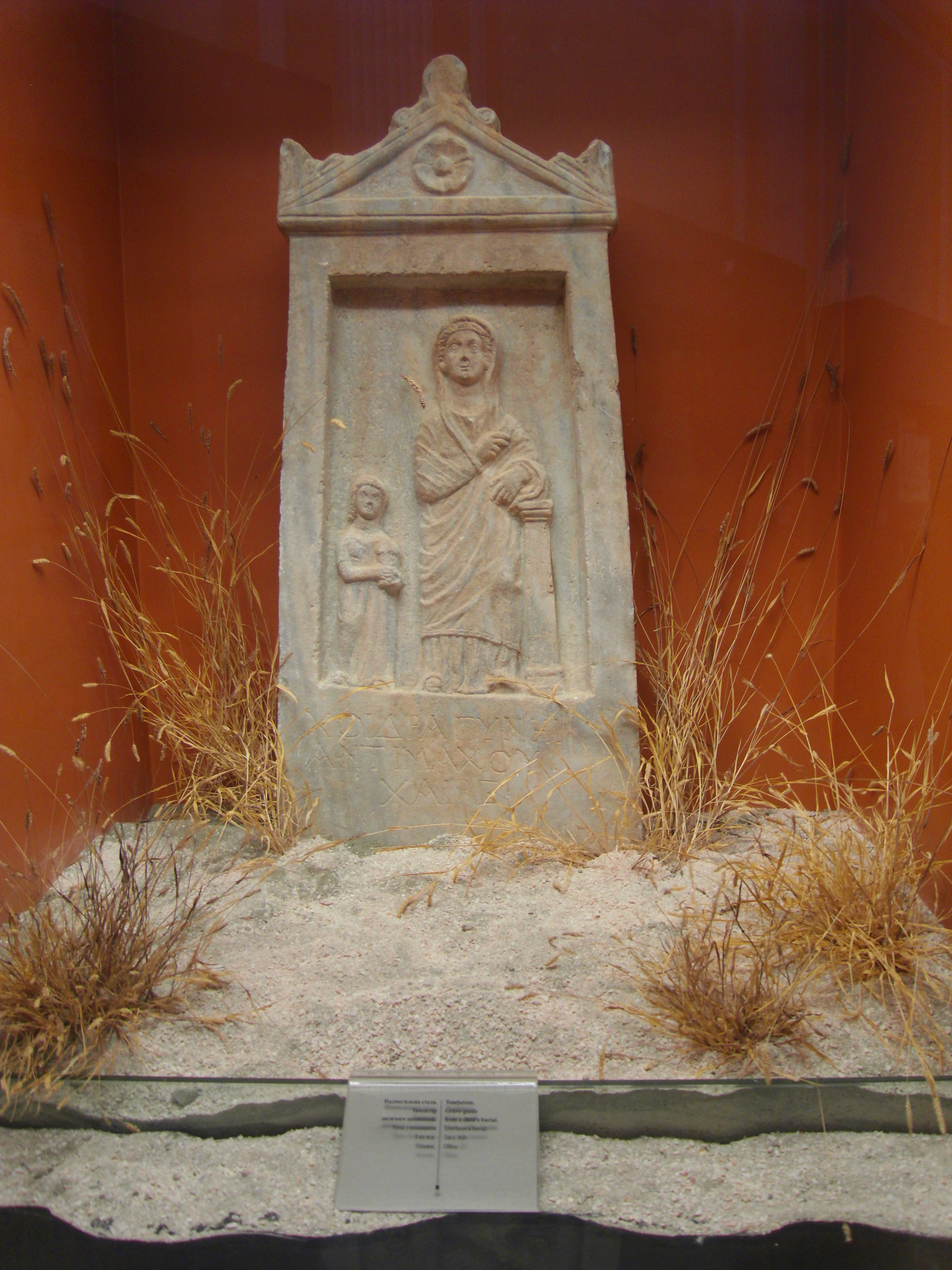
Stèle funéraire provenant d'Olbiat.
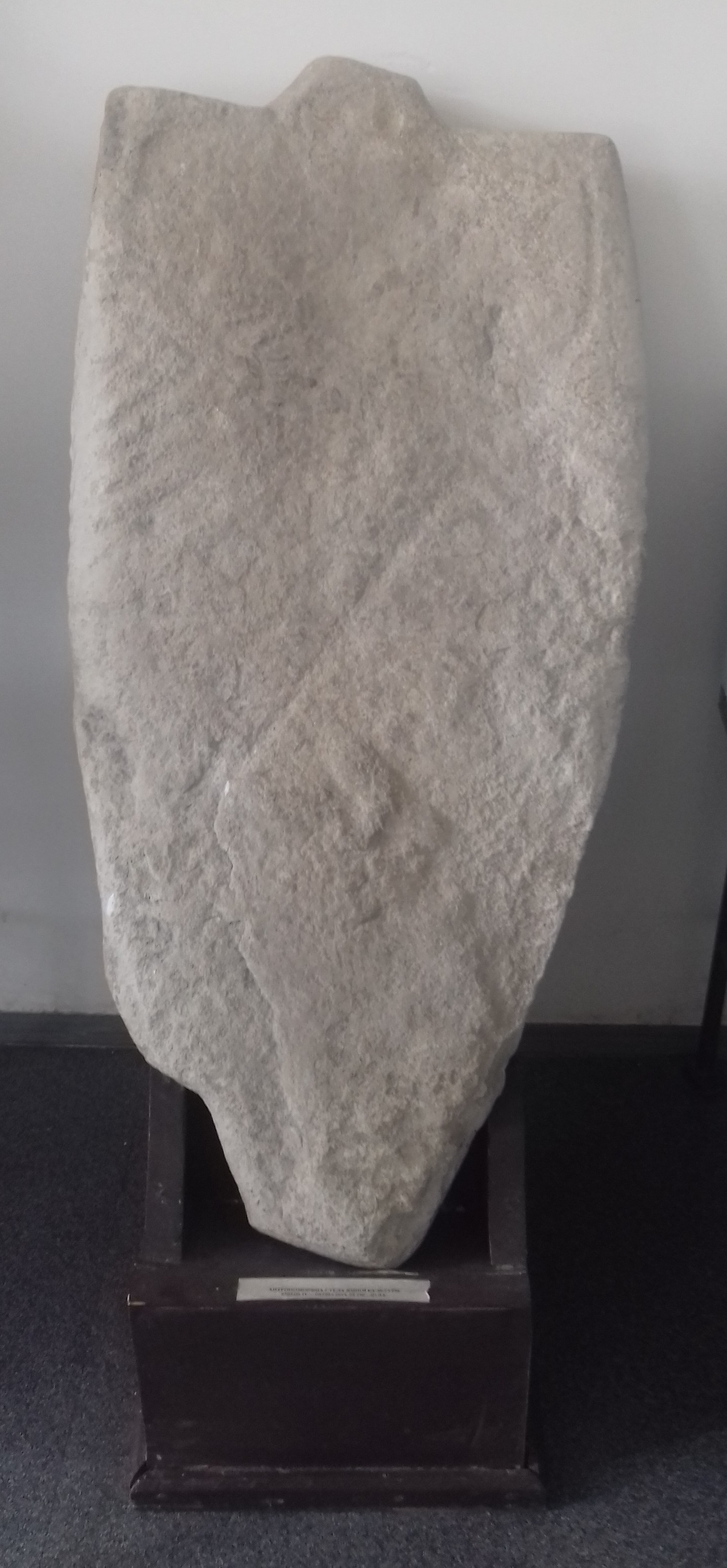
Stèle de la Culture Yamna.

### Sources
- (en) Cet article est partiellement ou en totalité issu de l’article de Wikipédia en anglais intitulé « Odessa Archeological Museum » (voir la liste des auteurs).